# Atescatempa
Atescatempa är en kommunhuvudort i Guatemala.   Den ligger i departementet Departamento de Jutiapa, i den södra delen av landet, 100 km sydost om huvudstaden Guatemala City. Atescatempa ligger 684 meter över havet och antalet invånare är 11 543.
Terrängen runt Atescatempa är kuperad. Runt Atescatempa är det tätbefolkat, med 266 invånare per kvadratkilometer. Närmaste större samhälle är Asunción Mita, 17,7 km norr om Atescatempa. Omgivningarna runt Atescatempa är en mosaik av jordbruksmark och naturlig växtlighet.